# Bal u Rafała
Bal u Rafała – czwarty album studyjny polskiego piosenkarza Ralpha Kaminskiego, którego premiera odbyła się 31 sierpnia 2022 roku. Wydawnictwo ukazało się nakładem wytwórni muzycznej Fonobo. Album zadebiutował na 2. miejscu polskiej listy przebojów – OLiS i uzyskał status złotej płyty.
Album otrzymał nominację do Fryderyka w kategorii Album roku – indie pop.

## Lista utworów
Opracowano na podstawie materiału źródłowego.
1. „Uwertura bal” (gościnnie: Piotr Fronczewski)
2. „Małe serce”
3. „Krystyna”
4. „Duchy”
5. „Latka”
6. „Planeta i ja”
7. „Ale mi smutno”
8. „Ocean”
9. „Pies”
10. „Bal u Rafała”